# マッチデープログラム
マッチデープログラムとは、スポーツの試合において発行される情報誌（紙）のこと。当日の対戦相手の紹介や過去の結果などを中心に記載したもので様々な形態がある。
日本においてはサッカー、とりわけJリーグの会場で配布もしくは発行されるのが一般的である。

## 概要
イングランドのサッカークラブが、試合当日に予想出場選手のリストや過去の実績などを配布したのが始まりとされている。かつてはチーム発の貴重な情報源であり、その後もインタビュー記事等を追加するなど記事を充実し、電子メディアが発達した現代においてもファンに対する重要な情報源として一定の地位を維持している。その形態は様々であり、数十ページのカラー小冊子から、白黒のフリーペーパー形式のものなど、発行するチームによって異なる。
冊子体の場合、表紙にはチームの名前と該当試合の日時・対戦相手名が掲示されることが多いが、マンチェスター・ユナイテッドの"United Review"のように誌名を付けているものもある。
価格はおおむね、無料～数百円の間である。一般に、販売は試合当日に限って試合会場内もしくは周辺の販売所で行われるが、バックナンバーの販売、年間購読といったサービスが行われることもある。UEFAチャンピオンズリーグ決勝日のような大規模イベントにおいては、マッチデープログラムの購入も困難を極め、試合後に高額で取引されることすらある。
また保存用のバインダーを販売するクラブもあり、筋金入りのファンには過去数十年分のマッチデープログラムをコレクションとして保存している者もいる。

## 日本における事例

### サッカー
日本でもサッカー観戦の際に発行されるケースが一般的であり、とくにJリーグのほとんどの試合会場で配布もしくは販売されている。その発行形態も各クラブによる公式プログラムとサポーター有志によるものとがあり、また冊子、新聞（タブロイド判）、リーフレット、チラシなど様々な様式がある。
内容は監督のコメント、対戦相手の紹介、直近の試合レポート、選手のコメントやインタビュー、出場記録、各種コラム、サッカー教室など活動報告、サポーターによる投稿欄などが一般的である。
- 日本で初めてのマッチデープログラムは、一説によれば浦和レッドダイヤモンズのものであるといわれており、現在発行されているものはB5判オールカラー48ページとボリュームが豊富である。年間のべ30万部が試合会場やオフィシャルショップ「レッドボルテージ」で販売され、その売り上げの多さにより当初300円だったものが200円に引き下げられたのも特筆される（2007年からはページ数が増えたことにより再び300円に）。
- ただし、発行部数の多さに関してはアルビレックス新潟の発行するタブロイド判8ページのものが上回り、一試合あたり4万部（年間のべ68万部）をホームゲームで無償配布している。
- ジェフユナイテッド市原・千葉で2005年まで配布されていたマッチデープログラム（STARTING ELEVEN, 無料）のように、当日の先発メンバー発表を待って記事に反映させ、スタンドで配布を行っているケースもある。
- 川崎フロンターレの「オフィシャルマッチデープログラム」ではオリジナルの選手カード（トレーディングカード）を添付しており、他のケースとしては抽選くじを兼ねるなど「おまけ」が付いたものも見られる。
- アルビレックス新潟はAlbiWAYというアウェー専用のマッチデープログラムもある。サポーターが自主製作・自主印刷し、アルビレックス新潟を通じて主催チームから正式に許可を貰い自主的に配布している。柏レイソル、ジェフ千葉は許可を出さないため配布を行っておらず、インターネットのダウンロードのみの公開となっている。
- インターネットやスマートフォンの普及により、柏レイソルやベガルタ仙台のように紙媒体でのマッチデープログラムを廃止し、電子媒体のみでの発行に切り替えるクラブも出て来ている。

Jリーグ以外のサッカーではWEリーグでも浦和レッドダイヤモンズ・レディースや日テレ・東京ヴェルディベレーザなどが、クラブから無料で配布するようになっている。
| クラブ名                     | プログラム名                                                 | 値段                      | 備考 |
| ---------------------------- | ------------------------------------------------------------ | ------------------------- | --- |
| 北海道コンサドーレ札幌       | vocs(2013シーズン)                                           | 無料                      | シーズンによって名前が異なる |
| ヴァンラーレ八戸             | －                                                           | －                        | |
| いわてグルージャ盛岡         | －                                                           | －                        | |
| ブラウブリッツ秋田           | －                                                           | －                        | |
| ベガルタ仙台                 | V PRESS                                                      | 無料                      | 2016年までは紙ベースのものが100円で発行されていたが、2017年以降はスタジアム内のFree Wi-fi、「VEGALTA FREE Wi-Fi」内のポータルサイト「VRORT」から閲覧する電子版のみの発行となった。公式サイトで バックナンバー を公開 |
| モンテディオ山形             | －                                                           | 無料                      | |
| 福島ユナイテッド             | －                                                           | －                        | |
| ザスパクサツ群馬             | Thespanic-mini                                               | ファンクラブ会員 無料     | 一般 100円 |
| 水戸ホーリーホック           | 水戸ホーリーホックオフィシャルマッチデー・プログラム         | 無料                      | |
| 鹿島アントラーズ             | ヴァモス Antlers                                             | 無料                      | |
| 栃木SC                       | －                                                           | 無料                      | |
| 浦和レッドダイヤモンズ       | 浦和レッドダイヤモンズ・オフィシャル・マッチデー・プログラム | ¥300                      | |
| 大宮アルディージャ           | －                                                           | 無料                      | かつては有料だった。 |
| 柏レイソル                   | Vitoria                                                      | 無料：オンライン配信 のみ | 2009年シーズンまでは100円、2010～2013年は無料配布 |
| ジェフユナイテッド市原・千葉 | －                                                           | －                        | |
| 東京ヴェルディ               | Verdy Press                                                  | 無料                      | |
| FC東京                       | F.C.TOKYO OFFICIAL MATCHDAY PROGRAMME                        | ¥300                      | 2013年まで¥200 |
| FC町田ゼルビア               |                                                              | 無料                      | |
| SC相模原                     | －                                                           | －                        | |
| 横浜F・マリノス              | F･Marinos                                                    | ¥300                      | |
| 横浜FC                       | －                                                           | 無料                      | |
| YSCC                         | －                                                           | －                        | |
| 川崎フロンターレ             | －                                                           | ¥300                      | |
| 湘南ベルマーレ               | －                                                           | 無料                      | |
| ヴァンフォーレ甲府           | ヴァンすぽ！                                                 | 無料                      | |
| AC長野パルセイロ             | －                                                           | －                        | |
| 松本山雅FC                   | Matchday                                                     | 無料                      | 公式サイトで バックナンバー を公開 |
| 清水エスパルス               | MATCHDAY PROGRAMME                                           | ¥300                      | |
| ジュビロ磐田                 | －                                                           | 無料                      | 2009年までは300円。 |
| アルビレックス新潟           | PROUD of NIIGATA                                             | 無料                      | 地元新聞社の新潟日報と共同で製作 |
| カターレ富山                 | －                                                           | 無料                      | |
| ツエーゲン金沢               | －                                                           | －                        | |
| 名古屋グランパス             | NAGOYA GRAMPUS OFFICIAL MATCHDAY PROGRAM                     | 無料                      | ･会場配布 ･2017年から電子版も開始 |
| FC岐阜                       | 岐阜力-FOR THE NEXT-                                         | 無料                      | |
| 京都サンガF.C.               | KYOTO SANGA F.C. OFFICIAL MATCHDAY PROGRAM                   | 無料                      | |
| ガンバ大阪                   | GAMBA OSAKA 20xx OFFICIAL MATCHDAY PROGRAM                   | 無料                      | |
| セレッソ大阪                 | MATCH DAY PROGRAM                                            | 無料                      | 段階的に電子版に移行し、2018年から冊子形態での配布を完全終了 |
| ヴィッセル神戸               | VIEW                                                         | 無料                      | |
| ファジアーノ岡山             | －                                                           | 無料                      | |
| サンフレッチェ広島           | －                                                           | 無料                      | |
| ガイナーレ鳥取               | －                                                           | －                        | |
| レノファ山口                 | －                                                           | －                        | |
| 徳島ヴォルティス             | －                                                           | 無料                      | |
| 愛媛FC                       | －                                                           | 無料                      | |
| カマタマーレ讃岐             | －                                                           | －                        | |
| アビスパ福岡                 | －                                                           | 無料                      | |
| ギラヴァンツ北九州           | －                                                           | 無料                      | |
| サガン鳥栖                   | SAGAN PRESS                                                  | ¥130                      | 2015年から有料化。佐賀新聞が「（試合日の）朝刊別刷版」として発行し、同紙定期購読中の読者には試合日の朝刊に折り込まれる。                                                                                             |
| V・ファーレン長崎            | －                                                           | 無料                      | |
| ロアッソ熊本                 | －                                                           | 無料                      | |
| 大分トリニータ               | OITA TRINITA                                                 | 無料                      | |
| 鹿児島ユナイテッド           | －                                                           | －                        | |
| FC琉球                       | －                                                           | －                        | |

### 野球
日本野球機構管轄のプロ野球でも近年、マッチデープログラムを発行する球団が出てきていた。実際にはそれぞれ1試合ごとの発行ではなく、1カード（主に3連戦）ごとの発行であるため、「マッチカードプログラム」と呼ばれている場合が多い。
また、横浜ベイスターズが「Beautiful Yokohama」という月刊タブロイド紙を試合観戦者に無料で配布したことがあった。ベイスターズのそれは、市内の駅売店では有料で販売されていた。これは球団広報紙のほかタウン情報紙としての面も持ち、試合観戦後にも重宝はしたが、厳密にはマッチデープログラムとは呼びがたく、また月刊紙ということから様々な面で中途半端なところがあって、その後は廃刊となっている。実態は球団発行の月刊雑誌、月刊ベイスターズの方が主流であったが月刊ベイスターズは2010年12月号をもって休刊となった。
また、マッチデープログラムを発行していた球団のうち、ソフトバンクは2005年限りで、ロッテは2009年オープン戦限りで、ヤクルトは2012年限りで、阪神は2013年限りで、巨人は2014年限りで廃刊、西武は2012年限りで、楽天は2013年限りでマッチデープログラムとしての発行を取り止め季刊誌や月刊誌になるなど発行が定着しない傾向にある。
| 球団名                       | プログラム名                              | 創刊年 | 値段 | 発行頻度                                  | 備考 |
| ---------------------------- | ----------------------------------------- | ------ | ---- | ----------------------------------------- | --- |
| 読売ジャイアンツ             | ゲームデープログラム※                     | 2009年 | 無料 |                                           | 先着1万名に配布、2015年シーズンは配布されていない |
| 東京ヤクルトスワローズ       | Your Swallows※                            | 2010年 | ¥200 | 1カードごと                               | 2012年シーズン終了と同時に廃刊、サンスポ発行タブロイド紙の「月刊 丸ごとスワローズ」へ移行。 |
| 横浜DeNAベイスターズ         | －                                        | －     | －   | －                                        | |
| 中日ドラゴンズ               | －                                        | －     | －   | －                                        | |
| 阪神タイガース               | 阪神タイガース公式マッチカードプログラム※ | 2013年 | ¥200 | 1カードごと                               | 甲子園球場開催分のみ発行、2013年限りで廃刊 |
| 広島東洋カープ               | －                                        | －     | －   | －                                        | |
| 北海道日本ハムファイターズ   | FPRESS                                    | －     | 無料 | 1カードまたは 近接する2カードごと(年14回) | 試合日にはフリーペーパー「FIGHTERS PRESS」を配布 2010年までは発行頻度が月刊で2011年よりシーズン12回程度の発行頻度となっている。 配布対象となるカードが記載されるようになったのは2012年から。 シリーズイベントによって「FPRESSEXTRAISSUE」が発行される。(2014年)                                                 |
| 東北楽天ゴールデンイーグルス | Eagles Magazine△                          | 2007年 | ¥100 | 1カードまたは 近接する2カードごと(年15回) | 2008年までの名称は「HOMEGAME PROGRAM」として無料配布されていた。 2009年より有料化。 2014年以降は月刊化、マッチデープログラムではなくなる。 |
| 千葉ロッテマリーンズ         | MARINES MATCH CARD PROGRAM※               | 2005年 | ¥100 |                                           | 2009年オープン戦限りで廃刊。2009年公式戦開幕から月刊紙Marines Magazineに変更。 |
| 埼玉西武ライオンズ           | Lism※△                                    | 2006年 | ¥100 | 1カードごと                               | 2013年シーズン以降は季刊化、マッチデープログラムではなくなる。 また2013年より西武線主要駅などで配布するフリーペーパー「LIONS MAGAZINE」（隔週刊）が創刊となった。なお、LIONS MAGAZINEは2015年からLismと統合されて有料（300円）の月刊誌となり、代わってLions Styleと言う名で、新たにフリーペーパーが創刊された。 |
| オリックス・バファローズ     | B's TIME                                  | 2007年 | 無料 | シーズンによって異なるが、年間10程度。    | シーズンオフに「コンプリートパック」として、そのシーズンの全号のバックナンバーを販売（2018年は3,500円） |
| 福岡ソフトバンクホークス     | ホークスデーリープログラム※               | 2005年 | ¥200 | －                                        | 2005年シーズン終了と同時に廃刊 |

- プログラム名の後に※が付いているものは現在は発行されていないもの。△が付いているものは、マッチデープログラムとしての発行をしなくなったもの。

### バスケットボール
プロバスケットボールのBリーグでもマッチデープログラムが発行されている。Bリーグでは通常1カード2連戦(土曜・日曜の2連戦であることが多い)で行われるため、野球のように「1カードごと」で発行するチームが多い。Bリーグ公式として「ゲームデープログラム」と称しており、リーグが主催するチャンピオンシップでも「ゲームデープログラム」として配布されている。レバンガ北海道などの「マッチデープログラム」、仙台89ERSなどの「ウィークエンドプログラム」、富山グラウジーズの「ゲームパンフレット」、大阪エヴェッサの「ゲームプログラム」など異なる呼称を使用するクラブも存在する。
Bリーグ以外のバスケットボールではWリーグでも新潟アルビレックスBBラビッツなどが、クラブから無料で配布するようになっている。
| クラブ名                       | プログラム名         | 値段 | 発行頻度   | 備考                                                                               |
| ------------------------------ | -------------------- | ---- | ---------- | ---------------------------------------------------------------------------------- |
| レバンガ北海道                 | －                   | 無料 | カードごと |                                                                                    |
| 栃木ブレックス                 | ゲームデープログラム | 無料 | カードごと |                                                                                    |
| 千葉ジェッツふなばし           | ゲームデープログラム | 無料 | カードごと |                                                                                    |
| アルバルク東京                 | ゲームデープログラム | 無料 | カードごと |                                                                                    |
| サンロッカーズ渋谷             | ゲームデープログラム | 無料 | カードごと |                                                                                    |
| 川崎ブレイブサンダース         | ゲームデープログラム | 無料 | カードごと |                                                                                    |
| 横浜ビー・コルセアーズ         | ゲームデープログラム | 無料 | カードごと |                                                                                    |
| 新潟アルビレックスBB           | －                   | 無料 | カードごと |                                                                                    |
| 富山グラウジーズ               | G-PRESS              | 無料 | カードごと |                                                                                    |
| 名古屋ダイヤモンドドルフィンズ | －                   | 無料 | カードごと |                                                                                    |
| シーホース三河                 |                      |      |            |                                                                                    |
| 滋賀レイクスターズ             | ゲームデイプログラム | 無料 | カードごと |                                                                                    |
| 京都ハンナリーズ               |                      |      |            |                                                                                    |
| 大阪エヴェッサ                 | MAJESTY              | 無料 | カードごと | 2016-17シーズンより一部カードでは女性の来場者に「MAJESTY for girls」が配布される。 |
| 琉球ゴールデンキングス         | ゲームデイプログラム | 無料 | カードごと |                                                                                    |

### 大相撲
本日の取組表および懸賞、前日までの星取表が記載された紙を入場時に無料配布している。日本語版と英語版の2種類が存在する。

### ボクシング
日本ボクシングコミッション管轄のプロボクシングにおいては「興行プログラム」または単に「プログラム」と称する興行が多いが、角海老宝石ボクシングジムのように「マッチデープログラム」とする場合もある。

## 英文による表記について
「マッチデープログラム」は米国風に綴ると"Matchday Program"であるが、英国風に"Matchday Programme"と綴ることも多く、日本では双方とも見られる。また「MDP」という略称がしばしば用いられるが、川崎フロンターレの場合は「オフィシャルマッチデープログラム」の略「OMP」という表示がなされている。創刊準備号として発行された2003年からこの名称を用いた真相は不明であるが、それ以前からサポーター有志が発行していたものと区別するためではと考えられる。